# یواس‌اس هول (دی‌دی-۵۳۳)
یواس‌اس هول (دی‌دی-۵۳۳) (به انگلیسی: USS Hoel (DD-533)) یک کشتی بود که طول آن ۱۱۴٫۷ متر (۳۷۶ فوت) بود. این کشتی در سال ۱۹۴۲ ساخته شد.